# Dirt: Showdown
Dirt: Showdown es un videojuego de carreras publicado y desarrollado por Codemasters para Windows, OS X, Xbox 360 y PlayStation 3, además de una versión para Linux/SteamOS desarrollada por Virtual Programming. Fue puesto en línea el 25 de mayo de 2012 en Europa y el 12 de junio en América del Norte. La versión para OS X fue lanzada el 4 de septiembre de 2014 en América del Norte. Posteriormente fue lanzado para Linux el 17 de agosto de 2015. Es parte de la serie de juego del Rally de Colin McRae.

## Jugabilidad
El jugador es introducido en una serie de eventos de "Tour" que ofrecen carreras y torneos para competir. Al ganar estos eventos, el jugador gana dinero, que puede gastar comprando coches nuevos, actualizando los que ya tiene y desbloqueando carreras futuras. Habiendo llegado a la serie final, el siguiente nivel de dificultad se desbloquea, con oponentes más rápidos y carreras más largas.
Dirt: Showdown elimina varios de los modos de juego que aparecen en su predecesor Dirt 3 e introduce otros nuevos. Los modos de juego se pueden clasificar como Racing, Demolición, Hoonigan y Party.
Tipos de carreras
- Race-off: una carrera sencilla con ocho coches en el circuito. Suelen aparecer obstáculos en la pista, pero esta característica no está presente en todos los eventos de este tipo.
- Dominación: un modo basado en puntos de juego en el que el circuito está dividido en cuatro sectores y los jugadores se otorgan puntos para el establecimiento de los tiempos más rápidos del sector. El ganador es el jugador que termina con más puntos.
- Eliminación: una carrera que cuenta con un temporizador. Cada vez que el temporizador llega a cero, el conductor en el último lugar queda eliminado.

Demolición
- Rampage: ocho coches participan en un concurso de escombros puesto en una arena. Los puntos se otorgan al chocar con los otros coches. Los coches destruidos reaparecen en la arena.
- Knock Out: una variación de rampage en donde la arena cuenta con una estructura en forma de tabla elevada. Los puntos se conceden para chocar contra otros coches, con los puntos de bonificación que se ofrecen por empujar a un rival de la mesa. Los coches destruidos reaparecen en la parte inferior de una rampa que conduce de vuelta a la mesa gigante.
- Hard Target: el jugador comienza en el centro de la arena y debe defenderse de los ataques de los otros coches. Los coches se añaden regularmente. El ganador es el jugador que sobreviva por más tiempo.
- 8-Ball: las carreras se llevan a cabo en los circuitos que cuentan con múltiples cruces. Estos cruces son intersecciones abiertas que permiten que los coches, el jugador y la inteligencia artificial choquen entre sí.

Hoonigan
- Trick Rush: al igual que en el modo Gymkhana en Dirt 3, los jugadores tienen un tiempo limitado para completar tantos trucos como sea posible.
- Head 2 Head: dos conductores deben completar una carrera de obstáculos lo más rápido posible y completar con éxito trucos a lo largo del curso. Al final de la primera ronda, los conductores deben cambiar de carril para un segundo intento. El ganador es el jugador que haya tardado menos tiempo después de dos carreras.
- Smash Hunter: el jugador atraviesa ladrillos de espuma coloreados lo más rápido posible, dependiendo del orden en el que van siendo llamados los coches. Si se destruyen las fuerzas de color equivocado, el jugador se mueve a la parte posterior de la pista, por lo que debe encontrar los ladrillos adecuados para romperlos.

Party
El modo Party está solo disponible en modo multijugador.
- Smash y Grab: una carrera en la que un equipo toma el botín y el otro equipo tiene que conseguir un tiempo extra goleando a los oponentes. El equipo que tiene el botín por el período más largo de tiempo gana.
- Transporter: una carrera en la que se verá obligado a tomar la bandera y llevarla a la base. El jugador que lleva la bandera a la base en más ocasiones gana.
- Speed Skirmish: un modo basado en el tiempo en el que los conductores tienen que pasar a través de 6 puestos de control antes de terminar la carrera.

A diferencia de Dirt 3, la mayoría de los coches en Dirt: Showdown son ficticios. Los modelos de vida real solo están disponibles para uso en el Hoonigan y modos Party.

## Desarrollo
El tráiler oficial fue publicado en YouTube el 11 de diciembre de 2011. La banda sonora del tráiler es Earthquake, compuesta por Labrinth.
El tráiler del gameplay oficial fue publicado el 29 de mayo de 2012, el cual incluyó la canción Mother of Girl de Eighteen Nightmares at the Lux. Esta canción es también la canción principal del juego.

## Recepción
El juego ha recibido revisiones mixtas, obteniendo una puntuación de revisión media de 72 % en Metacritic.